# Empleado público
El empleado público, servidor público o funcionario público, para el derecho administrativo, es aquel trabajador por cuenta ajena cuyo empleador es el Estado, incluyendo la Administración pública y los agentes regulados por derecho público.
Con carácter general y en la mayoría de países hispanoamericanos y según el tipo de función pública a realizar u organismo en el que se preste servicio, existen varios tipos de empleados al servicio de la administración pública:
- funcionario público o funcionario
- personal laboral
- personal eventual

Los empleados públicos se dividen en cuatro grandes grupos: los funcionarios electos, los funcionarios políticos, los funcionarios jerárquicos de carrera y los empleados sin funciones jerárquicas. Cada uno de esos grupos tiene un régimen legal específico. 
Los empleados públicos suelen organizarse en sindicatos propios del sector público, y a nivel internacional existen organizaciones sindicales de alcance mundial, como la Internacional de Servicios Públicos (ISP). Para adquirir la condición de empleado público, excepto en el caso especial del personal eventual, generalmente se debe superar un proceso selectivo en el que han de tenerse en cuenta los principios constitucionales de igualdad, mérito y capacidad, además de quedar garantizada la publicidad de las convocatorias. En otros casos se emplea el sistema de recompensas, por el cual el empleo público, en todo o en parte, depende del partido que administra el Estado.
En todos los países modernos el Estado, o en todo caso el complejo de la administración pública, es el empleador individual más importante, con un promedio que varía entre el 10 y el 20% de la población económicamente activa. Estos guarismos varían según países y regiones; el máximo (28% de la fuerza laboral total) se reporta en Noruega y Suecia, mientras que el mínimo (5%), en Corea y Japón.

## Empleados públicos por país

### América

#### Argentina
En la Argentina tanto el empleo privado como el empleo Público se encuentran protegidos por el principio protectorio y constitucional art. 14 bis, el empleo Público en especial goza de una mayor protección,  la estabilidad en el empleo.
En Argentina el empleo público cuenta con pocos concursos abiertos siendo la mayoría de las designaciones cargos mediante "excepción", y en muchos casos beneficiando a familiares directos de los funcionarios de mayor categoría En el país latinoamericano alrededor del 70 por ciento de los empleados públicos cobra sueldos por debajo del nivel de pobreza e inferior al salario mínimo.

#### Brasil
Los empleados públicos en Brasil ( portugués : servidores públicos ) son aquellos que trabajan en los poderes ejecutivo , legislativo y judicial de los gobiernos federal, estatal o municipal, incluidos los trabajadores de corporaciones propiedad del gobierno .
Los funcionarios de carrera (no trabajadores temporales ni políticos) son contratados únicamente sobre la base de exámenes de ingreso ( portugués : concurso público ).  Generalmente consiste en una prueba escrita; algunos puestos pueden requerir pruebas físicas (como policías) o pruebas orales (como profesores, jueces, fiscales y abogados). Para cubrir las vacantes se utiliza la clasificación según la puntuación del examen. Los exámenes de ingreso son realizados por varias instituciones con mandato gubernamental, como CESPE (que pertenece a la Universidad de Brasilia ) y la Fundación Cesgranrio (que forma parte de la Universidad Federal de Río de Janeiro ).

#### Canadá
En Canadá, la función pública a nivel federal se conoce como Servicio Público de Canadá , y cada uno de los diez gobiernos provinciales, así como los tres gobiernos territoriales, también tienen sus propias funciones públicas independientes. La función pública federal está formada por todos los empleados de la corona . El personal exento de los ministros y los miembros de la Real Policía Montada de Canadá o de las Fuerzas Armadas de Canadá no son empleados públicos.  Hay aproximadamente 357.000 funcionarios federales (2023),  y más de 350.000 empleados a nivel provincial y territorial. 

#### Estados Unidos
En los Estados Unidos, la función pública federal se estableció en 1871. La función pública se define como "todos los puestos designados en los poderes ejecutivo, judicial y legislativo del Gobierno de los Estados Unidos, excepto los puestos en los servicios uniformados". ( 5 USC  § 2101 ). A principios del siglo XIX, los puestos gubernamentales se desempeñaban a discreción del presidente: una persona podía ser despedida en cualquier momento; con este sistema los empleos se utilizaban para apoyar a los partidos políticos. Esto fue cambiado lentamente por la Ley de Reforma del Servicio Civil Pendleton de 1883 y leyes posteriores. En 1909, casi dos tercios de la fuerza laboral federal estadounidense eran nombrados basándose en el mérito, es decir, calificaciones medidas mediante pruebas. Ciertos puestos de alto nivel en la administración pública, incluidos algunos jefes de misiones diplomáticas y agencias ejecutivas, están ocupados por personas designadas políticamente . Según la Ley Hatch de 1939 , los funcionarios públicos no pueden participar en actividades políticas mientras desempeñan sus funciones.
En enero de 2007, el gobierno federal, excluyendo el Servicio Postal, empleaba alrededor de 1,8 millones de trabajadores civiles. El gobierno federal es el mayor empleador del país, aunque emplea sólo alrededor del 12% de todos los empleados gubernamentales, en comparación con el 24% a nivel estatal y el 63% a nivel local.  Aunque la mayoría de las agencias federales tienen su sede en la región de Washington D. C. , sólo alrededor del 16% (o alrededor de 284.000) de la fuerza laboral del gobierno federal está empleada en esta región.  A partir de 2014, actualmente hay 15 agencias del poder ejecutivo federal y cientos de subanegencias.

### Asia

#### China

###### Historia
Uno de los ejemplos más antiguos de un servicio civil basado en la meritocracia es la burocracia imperial de China, que se remonta a la dinastía Qin (221-207 a. C.). Sin embargo, los exámenes de la función pública se practicaron en una escala mucho menor en comparación con la burocracia centralizada y más fuerte de la dinastía Song (960-1279). En respuesta al gobierno militar regional de los jiedushi y la pérdida de autoridad civil durante el último período Tang y las Cinco Dinastías (907-960), los emperadores Song estaban ansiosos por implementar un sistema en el que los funcionarios civiles debían su prestigio social a la corte central. y obtienen sus salarios estrictamente del gobierno central. Este ideal no se logró plenamente ya que muchos funcionarios académicos eran ricos terratenientes y estaban involucrados en muchos negocios anónimos en una época de revolución económica en China . Sin embargo, obtener un título a través de tres niveles de examen (exámenes de prefectura, exámenes provinciales y los prestigiosos exámenes de palacio) era un objetivo mucho más deseable en la sociedad que convertirse en comerciante. Esto se debía a que la clase mercantil era tradicionalmente considerada con cierto desdén por la clase oficial académica.
Esta clase de burócratas estatales en el período Song era mucho menos aristocrática que sus predecesores Tang. Los exámenes se estructuraron cuidadosamente para garantizar que las personas con menos recursos que los que estaban disponibles para los candidatos nacidos en familias ricas y terratenientes tuvieran una mayor oportunidad de aprobar los exámenes y obtener un título oficial. Esto incluyó el empleo de una oficina de copistas que reescribirían todos los exámenes de los candidatos para enmascarar su escritura y así evitar el favoritismo por parte de los calificadores de los exámenes que de otro modo podrían reconocer la letra de un candidato. La llegada de la imprenta generalizada en el período Song permitió que muchos más candidatos a exámenes tuvieran acceso a los textos confucianos cuyo dominio era necesario para aprobar los exámenes.

##### Actual
Hong Kong y Macao tienen sistemas de administración pública separados: el servicio civil de Hong Kong y la Secretaría de Administración y Justicia es responsable de la función pública en Macao.

#### India
En la India, los funcionarios públicos se seleccionan según la Constitución de la India . Los funcionarios públicos sirven a discreción del Presidente de la India . Los servicios civiles de la India se pueden clasificar en dos tipos: todos los servicios de la India y los servicios civiles centrales (grupo A y B). Los reclutas son graduados universitarios seleccionados a través de exámenes de tres fases, como el Examen de Servicios Civiles (CSE) o el Examen de Servicios de Ingeniería (ESE), entre otros, realizados por la Comisión de Servicio Público de la Unión (UPSC). Además, también existen Servicios del Estado . Los funcionarios estatales son seleccionados mediante un examen realizado por las comisiones estatales de servicios públicos. Los funcionarios estatales sirven a discreción del Gobernador.

### Europa

#### Francia
El empleo en el sector público se clasifica en tres servicios; Servicio estatal, Servicio local y Servicio hospitalario. Según estadísticas gubernamentales, en 2011 había 5,5 millones de empleados en el sector público.

#### Alemania
En 2011, la administración pública de Alemania ( Öffentlicher Dienst ) empleaba a 4,6 millones de personas .  Los servidores públicos se organizan  en empleados asalariados ( Arbeitnehmer ), funcionarios designados ( Beamte ), jueces y soldados. Están empleados por organismos públicos ( Körperschaften des öffentlichen Rechts ), como condados ( Kreise ) , estados , el gobierno federal , etc. Además de los empleados empleados directamente por el estado, otros 1,6 millones de personas están empleadas por empresas estatales.

#### España
Se suele considerar que la función pública en España ( función pública ) incluye a todos los empleados de los diferentes niveles de la administración pública española: gobierno central , comunidades autónomas , así como municipios . Existen tres categorías principales de cargos públicos españoles: puestos políticos temporales ("personal eventual"), que requieren un procedimiento sencillo de contratación y despido y están asociados a directivos y asesores de primer nivel, puestos estatutarios permanentes ("funcionarios de carrera"), que requieren un procedimiento formal de acceso que generalmente implica un concurso entre candidatos y cuyos inquilinos están sujetos a una relación estatutaria especial de trabajo con sus empleadores, y puestos permanentes no estatutarios ("personal laboral"), que también requieren un procedimiento formal de ingreso procedimiento similar al requerido para los "funcionarios de carrera", pero cuyos inquilinos están sujetos a las condiciones y leyes normales de trabajo. Los concursos difieren notablemente entre los estados, las 17 comunidades autónomas y los ayuntamientos, y los exámenes de "funcionarios de carrera" y "personal laboral" varían en dificultad de un lugar a otro. En 2013,  había en España 2,6 millones de empleados públicos, de los cuales 571.000 eran funcionarios y 2 millones no funcionarios.